# Романов, Алексей Фёдорович
Алексей Фёдорович Романов (1875—1924) — судебный деятель, министр юстиции в правительстве гетмана Скоропадского.

## Биография
Сын надворного советника Фёдора Михайловича Романова и жены его Дарьи Владимировны, украинской писательницы. Старший брат Владимир — чиновник Министерства земледелия, действительный статский советник.
Окончил Киевскую 1-ю гимназию (1894) и юридический факультет Санкт-Петербургского университета (1898).
По окончании университета поступил на службу в Министерство юстиции. Занимал должности товарища прокурора Кишиневского окружного суда и делопроизводителя 3-го уголовного отделения первого департамента Министерства юстиции. Публиковал статьи по юридическим вопросам в журналах «Сельский вестник» и «Вестник полиции». В 1907 году был назначен товарищем прокурора Санкт-Петербургского окружного суда, в 1910 году — прокурором Псковского окружного суда, а в 1914 году — юрисконсультом первого департамента Министерства юстиции. Дослужился до чина статского советника. 30 января 1917 года назначен прокурором Виленской судебной палаты.
После Февральской революции, с апреля по сентябрь 1917 года был членом Чрезвычайной следственной комиссии Временного правительства. В своих воспоминаниях писал:

революционным деятелям эпохи Временного Правительства не удалось не только осудить деятелей прежней власти, но, несмотря на самое горячее желание и энергию, даже и обнаружить хотя бы намеки на те тяжкие преступления, которые приписывались ей так называемым общественным мнением.

После Октябрьской революции выехал в Киев, служил в правительстве гетмана Скоропадского. В июле 1918 года был назначен товарищем министра юстиции М. П. Чубинского, а также сенатором административного департамента Державного Сената. С 3 августа по 21 октября 1918 года был министром юстиции. Выступал против украинизации судопроизводства, за сохранение русского языка и культуры. В октябре 1918 года подписал так называемую «Записку 10-ти», обращение к председателю совета министров Лизогубу о необходимости изменения внешней политики Украинской державы и провозглашения курса на единение с небольшевистской Россией. После свержения гетмана Скоропадского присоединился к Белому движению, состоял помощником управляющего отделом юстиции Особого Совещания при главнокомандующем ВСЮР. В сентябре 1919 года, после взятия Киева Добровольческой армией, прибыл в город с особой комиссией для обследования судебных учреждений на местах. После Новороссийской эвакуации остался за границей.
В эмиграции в Югославии. Был председателем русской колонии в Сомборе. Оставил воспоминания «Император Николай II и его правительство: по данным Чрезвычайной следственной комиссии» (Русская летопись. 1922. Кн. 2). Умер в 1924 году в Беочине. Похоронен там же. Был женат.